# Pavel Augusta
Pavel Augusta (* 17. dubna 1943 Lipník nad Bečvou) je český geolog, geofyzik a publicista. Vedle prací ze svého oboru napsal také populárně naučné knihy pro děti a mládež.
V letech 1995 až 2005 byl členem Rady České tiskové kanceláře, mezi roky 2002 a 2004 radě také předsedal.

## Dílo
Je autorem publikací:
- Všude potkáš motory (1979)
- Tajemství přesnosti (1983)
- Křivolaké cesty vědy (1987)
- Vynálezy na všední den (1988)
- Jak se žilo ve starověku (1989)
- Odysseova dobrodružství v trojské válce (1989)
- Odysseova dobrodružství při návratu domů (1991)
- Théseus (1991)
- Sto let jubilejní (1991)
- Československo 1918–1938 (1992)
- Héraklés / Prokletý rod tantalův (1994)
- Války a válečníci (1995)
- Kniha o Praze 2 (1996)
- Československo 1938–1945 (1995)
- Naše vlast (1998)
- Hosté vítaní (i nevítaní) (2005)
- Praha a Vltava: Řeky, potoky a vodní nádrže Velké Prahy (2005)
- Praha – vznešená i každodenní (2005)
- Ulice a uličky Malé Strany a Hradčan (2009)
- Praha 1 křížem krážem (2013)